# 冬融路
冬融路是中华人民共和国上海市浦东新区高桥镇的一条街道，东西走向。冬融路东起杨高北路，西至张扬北路，全长0.6公里。上海轨道交通六号线航津路站设于冬融路杨高北路。

## 交会道路（东向西）
- 杨高北路
- 季景路
- 张扬北路